# Ejido San Pablo
Ejido San Pablo är en ort i Mexiko.   Den ligger i kommunen Querétaro och delstaten Querétaro Arteaga, i den centrala delen av landet, 190 km nordväst om huvudstaden Mexico City. Ejido San Pablo ligger 1 895 meter över havet och antalet invånare är 624.
Terrängen runt Ejido San Pablo är kuperad åt nordost, men åt sydväst är den platt. Runt Ejido San Pablo är det tätbefolkat, med 762 invånare per kvadratkilometer. Närmaste större samhälle är Santiago de Querétaro, 9,0 km söder om Ejido San Pablo. Trakten runt Ejido San Pablo består i huvudsak av gräsmarker.